# 짜장면 (만화)
짜장면은 1999년 학산문화사의 청소년 만화지 부킹에 연재되었던 한국만화이다. 작가는 박하(시나리오), 허영만(작화, 초반까지), 김재연(작화, 초반 이후부터)이다. 원래는 허영만 작가가 작화를 맡았으나 개인 사정으로 교체되어서 후임에 김재연 작가가 대신 작화를 맡게 되었다. 
1994년 비트를 연재하였던 박하, 허영만 두 작가가 함께 글과 그림을 통해서 1999년 만화지 부킹 창간호에 첫 연재하였으나 중간에 허영만 작가가 사정으로 물러나고 후임에 김재연 작가로 교체되었다. 김재연 작가는 학산문화사 만화지 찬스에 만화 스트리트를 연재하였던 작가이다. 
연재 당시 실제 짬짜면을 본딴 '짜짬면'이라는 메뉴가 등장한 적이 있다.  

## 작화
초반부까지는 허영만 작가가 작화를 맡아서 작가 특유의 익살스러운 캐릭터성이 보여졌으나 이후에 허영만 작가가 개인사정으로 물러나고 후배 만화 작가인 김재연 작가로 교체되면서 작화체가 다소 변경되었다. 다만 스토리는 시나리오 작가인 박하 작가가 그대로 이어갔기 때문에 설정은 유지되었다.

## 단행본 정보
- 작가 : 박하(글), 허영만(그림, 초반부까지), 김재연(그림, 초반부 이후부터 교체)
- 출판사 : 학산문화사
- 단행본 권수 : 전 11권(완결)